# Samantha Jade
Samantha Jade Gibbs (Perth, 18 de abril de 1987) é uma modelo, atriz e cantora australiana. Ela ficou conhecida depois de gravar o seu primeiro single "Step Up" para a trilha sonora do filme Step Up (Se Ela Dança Eu Danço).
Samantha é também compositora, ela ajudou a escrever uma música para Ashley Tisdale que fez parte do seu primeiro álbum Headstrong a música é "Positivity".  Samantha irá lançar seu primeiro CD que se chamará My Name Is Samantha Jade, o CD está previsto para ser lançado no dia 22 de Fevereiro de 2009 e vai trazer um ritmo Pop, Soul, R&B misturado.
Ela ainda não lançou o álbum mas já lançou dois singles "Step Up" e "Turn Around", além disso a cantora acabou de lançar suas novas músicas que se chama "All In Your Head" e "If I Left Him" que já teve mais de 200.000 mil acessos no MySpace.
Em 20 de Novembro de 2012 Samantha Jade e Consagrada a Grande Vencedora da 4 Temporada do Reality- Show The X Factor Austrália.

## Discografia
- Samantha Jade (2012)
- Nine (2015)